# Gueorgui Màrkov
Gueorgui Màrkov (búlgar: Георги Мърков)  (Gorno varshilo, 5 d'abril de 1946) és un lluitador búlgar, ja retirat, especialista en lluita grecoromana, que va competir durant la dècada de 1970.
El 1972 va prendre part en els Jocs Olímpics d'Estiu de Munic, on guanyà la medalla d'or en la competició del pes ploma del programa de lluita grecoromana.
En el seu palmarès també destaquen dues medalles al Campionat del món de lluita, d'or el 1970 i de bronze el 1971, així com dues medalles al Campionat d'Europa de lluita, d'or el 1972 i de plata el 1974.
Una vegada retirat passà a fer d'entrenador de lluita. Als Campionats d'Europa de 1984, disputats a Jönköping, va desarmar un terrorista armat amb una pistola que volia irrompre a la pista de combat.